# Paullinia spicithyrsa
Paullinia spicithyrsa är en kinesträdsväxtart som beskrevs av José Cuatrecasas. Paullinia spicithyrsa ingår i släktet Paullinia och familjen kinesträdsväxter. Inga underarter finns listade i Catalogue of Life.